# Rietkol
Rietkol – miejscowość w Południowej Afryce, w prowincji Mpumalanga. Znajduje się w gminie Delmas w dystrykcie Nkangala. Leży na wschód od aglomeracji Greater Johannesburg. Rietkol zajmuje powierzchnię 9,98 km². Według spisu ludność przeprowadzonego w 2011 znajdowało się tu 941 gospodarstw domowych i zamieszkiwało 2812 osób, spośród których 61,34% to ludność biała, a 36,56% czarni Afrykanie, natomiast 56,33% posługiwało się językiem afrikaans,  13,90% zulu, a 11,24% angielskim.